# Vachonium kauae
Espèce
Vachonium kauae est une espèce de pseudoscorpions de la famille des Bochicidae.

## Distribution
Cette espèce est endémique du Yucatán au Mexique. Elle se rencontre à Kaua dans la grotte Actún Kaua.

## Description
La femelle holotype mesure 4,07 mm.

## Étymologie
Son nom d'espèce lui a été donné en référence au lieu de sa découverte, la grotte Actún Kaua.

## Publication originale
- Muchmore, 1973 : New and little known pseudoscorpions, mainly from caves in Mexico (Arachnida, Pseudoscorpionida). Bulletin of the Association for Mexican Cave Studies, vol. 5, p. 47-62.